# 城之内美莎
城之内美莎（日语：城之内ミサ，1960年12月23日—），本名吉岡美佐，出生於东京市中野区，著名作曲家、创作歌手、影视剧原声作者。

## 生平
5岁起开始学习弹钢琴。年轻时曾是一名流行歌手，30多岁时师从法国电影音乐名家让-克劳德·佩蒂，在其指导下钻研管弦乐作曲技法和指挥技术，之后转型为作曲家，致力于中国、日本民族音乐和民族交响乐的创作。40岁后成为指挥家，曾指挥巴黎国家歌剧团演出她的交响乐作。她也曾在卡内基大厅举行音乐会。
2006年8月被任命为联合国教科文组织和平艺术家（UNESCO Artist for Peace）。
城之内美莎身高167 cm，血型O型，喜欢喝点啤酒、打网球。

## 作品

### 专辑

#### “天山北路音乐行记”（“华”系列专辑）
- 華 Asian Blossoms  2000年6月13日
- 華Ⅱ ～road to OASIS  2002年2月12日
- 紅 Kurenai  2002年9月28日
- 空華 Kuge   2003年10月29日
- 華音 Canon ～ Missa Johnouchi Best  2004年9月29日

#### 其他专辑
- Dramagic  1988年4月25日
- Cafe CLASSIQUE  1989年2月25日
- cine nuance  1990年5月25日
- La fantaisie  1991年4月10日
- Mon Cheri～愛しい人～  1992年7月25日
- Le Courage～勇気～  1993年9月10日
- missa  1994年11月2日
- Theatre MJ  1995年12月13日
- 語  Kataribe ～ Piano Collection  2003年6月26日
- Friends  2000年8月19日
- Dimanche ～日曜日～  2002年9月21日
- Evening  2005年6月22日
- 3年B組金八先生(OST) 第7系列 2005年1月19日
- 3年B組金八先生(OST) 第8系列 2008年1月16日
- 夫婦道(OST) 2007年5月30日
- 大地の歌 Le Chant de La Terre 2007年10月11日
- Green Earth 2008年9月24日
- 追遠〜Spiritual Discovery 2009年10月21日
- Missa Johnouchi 2010年10月6日
- かけがえのない日々~Irreplaceable days 2012年12月9日
- Silent Horizon 2014年2月26日
- 風景の音〜Sketch of scenery 2016年
- もう一度会いたい〜Beautiful place 2017年
- Avec ton sourie〜微笑む君と 2019年
- BLAST FROM MY PAST 2020年

### 出演
- スタンドバイミー気まぐれ天使（TBS）
- 3年B組金八先生（TBS）
- HEART OF SUNDAY（TOKYO FM）
- 母をたずねて三千里（TBS）
- 一枚の写真（富士電視台）
- 女傑の導き（BS11）

### 制片

#### 电视剧
- 毎度おさわがせします1～3（1985年 - 1987年）
- 夏・体験物語（1985年 - 1986年）
- 親子ジグザグ（1987年）
- 恋に恋して恋きぶん（1987年）
- とんぼ（1988年）
- 東芝日曜劇場「息子よ1～5」（1989年 - 1990年）
- 母をたずねて三千里（1991年）
- ひとりぼっちの君に（1998年）
- 女子刑務所東三号棟1～6（1998年 - 2005年）
- 目撃者－女探偵VS.嘘つき少年1～2（1999年 - 2000年）
- TBS周五连续剧「Friends」（2000年）
- ドラマ特別企画「明るいほうへ 明るいほうへ」（2001年）
- 水曜プレミア「夜回り先生」（2004年）
- 3年B組金八先生3～8（1988年 - 2008年）
- 夫婦道（2007年）
- 塀の中の中学校（2010年）
- 金子みすゞ物語〜みんなちがってみんないい〜（2012年）

※全为TBS

#### CM
- 日本香堂 ※兼出演
- 伊勢丹春秋キャンペーン
- 雪印
- 丘比
- 旭化成 ※获得全日本CM大奖，兼出演
- 積水屋根瓦
- 可丽扶化妆品

### 新闻节目
- 《Evening》（TBS JNN Evening News "Evening 5" 主題曲，2005年3月28日－2008年3月30日）